# Люлебургас (околия)
Околия Люлебургас е околия, разположена във вилает Лозенград, Турция. Общата ѝ площ е 1016 км2. Според оценки на Статистическия институт на Турция през 2016 г. населението на околията е 145 263 души. Административен център е град Люлебургас.

## Общини
Околията се поделя на 6 общини:
- Ахметбей
- Бююккаръштъран
- Евренсекиз
- Къръккьой
- Люлебургас
- Сатъкьой

## Населени места
Околията се състои от 34 населени места – 1 град и 33 села.
Град
- Люлебургас

Села
- Айвалъ (Ayvalı)
- Акча (Akça)
- Аладжаоглу (Alacaoğlu)
- Ахметбей (Ahmetbey)
- Бююккаръштъран (Büyükkarıştıran)
- Давотлу (Davutlu)
- Дюгюнджюбашъ (Düğüncübaşı)
- Евренсекиз (Evrensekiz)
- Емирали (Emirali)
- Ескибедир (Eskibedir)
- Ескиташлъ (Eskitaşlı)
- Иванкьой (Celaliye)
- Йенибедир (Yenibedir)
- Йениташлъ (Yenitaşlı)
- Казанкьой (Ertuğrul)
- Караагач (Karaağaç)
- Карамусул (Karamusul)
- Каябейли (Kayabeyli)
- Колибите (Hamzabey)
- Къръккьой (Kırıkköy)
- Мандарица (Ceylanköy)
- Муселим (Müsellim)
- Оваджък (Ovacık)
- Оклалъ (Oklalı)
- Саръджаали (Sarıcaali)
- Сатъкьой (Sakızköy)
- Сейитлер (Seyitler)
- Татаркьой (Tatarköy)
- Тургутбей (Turgutbey)
- Умурджа (Umurca)
- Хамитабат (Hamitabat)
- Ченгели (Çengelli)
- Чифтликкьой (Çiftlikköy)